# 丹尼爾·戈戴爾利
丹尼爾·戈戴爾利（1992年1月10日—）是一名阿爾巴尼亞舉重運動員，曾代表國家參加2012年倫敦奧運的舉重男子69公斤級，但未能獲獎。